# Klantenkaart

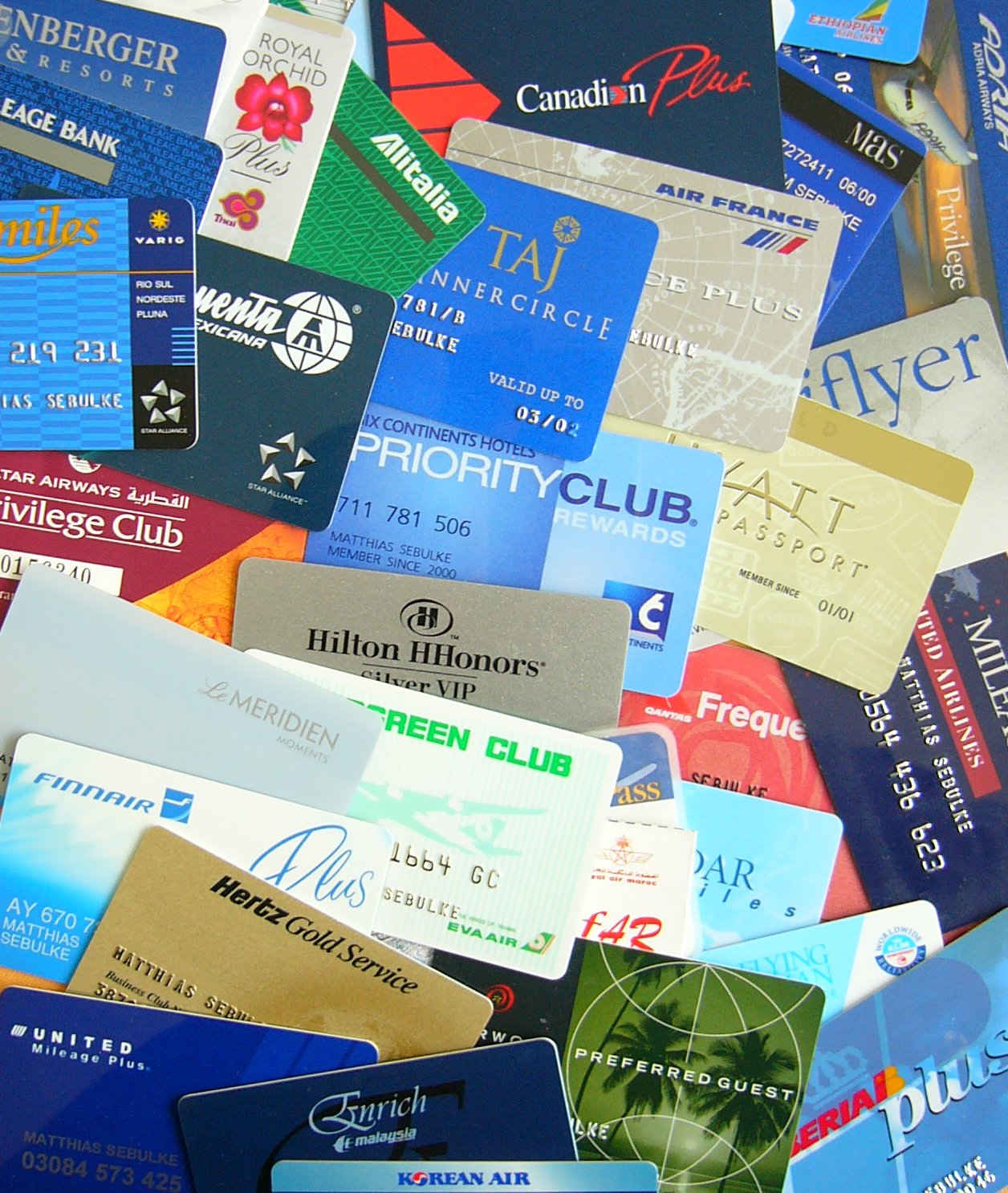
Diverse klantenkaarten

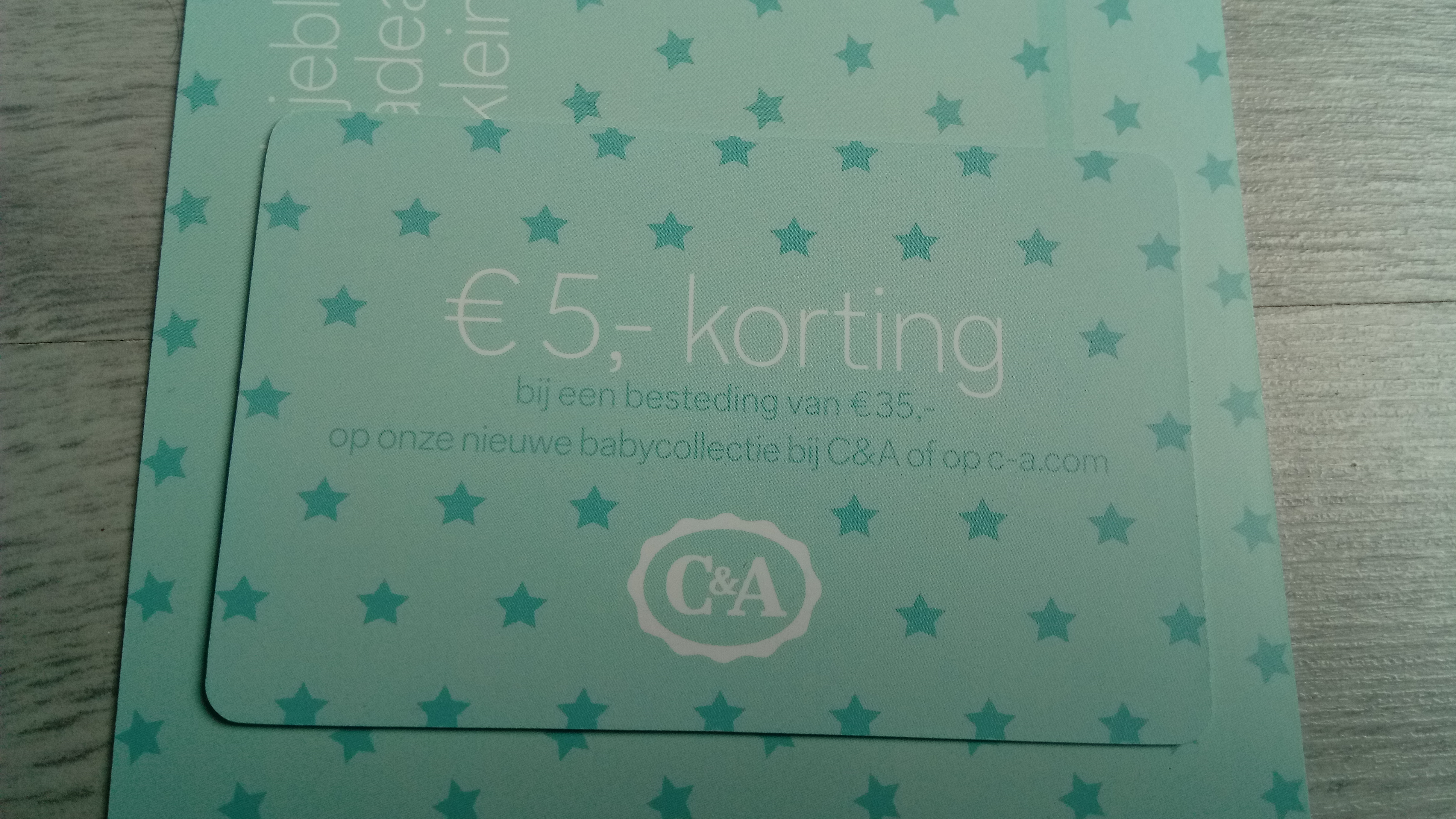
Een kortingskaart van een kledingwinkel

Een klantenkaart, getrouwheidskaart, kortingskaart of kortingspas is een kaart waarmee de houder korting kan krijgen op producten of diensten in een winkel, club of bedrijf. De klantenkaart is vaak een plastic kaart in de vorm van een bankpas, maar er zijn soms ook papieren versies.
Het doel van de kaart is klantenbinding. De kaarten worden meestal gratis uitgegeven voor vaste klanten, als onderdeel van een loyaliteitsprogramma, en waarmee men vervolgens kleine kortingen kan bedingen. Er zijn ook betaalde kortingskaarten voor leden, waarmee hogere kortingen mogelijk zijn.
Klantenkaarten kunnen worden aangeboden door (groepen) winkeliers, clubs of verenigingen die namens de leden onderhandelen om kleine kortingen te bieden.
Vanaf ongeveer 2016 worden klantenkaarten ook steeds vaker digitaal aangeboden. Deze kunnen worden toegevoegd aan de digitale portemonnee van een smartphone.

## Voorbeelden
Enkele voorbeelden waar klanten- of kortingskaarten worden gebruikt, zijn:
- ANWB
- Bioscopen
- Bouwmarkten
- Culturele instellingen, zoals musea
- Drogisterijen
- HEMA
- Hotels
- Luchtvaartmaatschappijen
- Openbaar vervoer
- Restaurants
- Supermarkten
- Tankstations
- Vakantieverblijven